# Sh2-53
Sh2-53 (nota anche come RCW 166) è una nebulosa a emissione visibile nella costellazione dello Scudo.
Si individua nella parte sudoccidentale della costellazione, circa 1,5° a ENE della celebre Nebulosa Aquila (M16); si estende per 15 minuti d'arco in direzione di una regione della Via Lattea ricca di campi stellari e in parte oscurata da dense nubi di polveri. Il periodo più indicato per la sua osservazione nel cielo serale ricade fra giugno e novembre; trovandosi a una declinazione di 13°S, la sua osservazione è leggermente facilitata dall'emisfero australe.
Si tratta di una grande regione H II situata sul Braccio Scudo-Croce probabilmente alla distanza di circa 3800 parsec (circa 12400 anni luce), in una regione molto interna della Via Lattea; tale distanza porta a metterla in relazione con la grande superbolla nota come Scutum supershell, con la quale potrebbe essere effettivamente legata fisicamente. La nube si presenta suddivisa in sei porzioni apparentemente distinte; nella regione attorno ad essa sono state individuate cinque nubi di gas ionizzato, quattro delle quali potrebbero essere fisicamente legate a Sh2-53. Al suo interno sono attivi fenomeni di formazione stellare, data la presenza di 13 sorgenti di radiazione infrarossa, quattro delle quali catalogate dall'IRAS; fra queste spicca IRAS 18224-1311, cui è associato un maser con emissioni CH3OH. A queste si aggiungono sei sorgenti di onde radio.